# Crematogaster depilis
Crematogaster depilis es una especie de hormiga acróbata del género Crematogaster, familia Formicidae. Fue descrita científicamente por Wheeler en 1919.
Habita en el continente americano, en México (Baja California y Baja California Sur) y los Estados Unidos. Se ha encontrado a elevaciones que van desde los 10 hasta los 2195 metros de altura.
Las colonias de Crematogaster depilis habitan en matorrales, en el desierto de Chihuahua, en Pinus pinea, en el desierto de Mojave y también en bosques de pinos. Además se encuentra en varios microhábitats como vegetación baja, en Cylindropuntia, forrajes, hojarasca y también en Ferocactus.